# Fürchtegott Leberecht von Nordenflycht
Fürchtegott Leberecht von Nordenflycht (lettiska: Firhtegots Lēberehts fon Nordenflihts; spanska: Barón Timoteus von Nordenflycht y Averbach), född 4 september 1752 i Mitau, Hertigdömet Kurland, död 1 november 1815 i Madrid, var en tysk friherre och bergsingenjör. Han ledde en tysk gruvkommission som var tänkt att reformera gruv- och metallindustrin i Peru.

## Biografi
von Nordenflycht var son till bruksägaren Anders Nordenflycht (1710–1762) som emigrerat till Kurland 1740, och Fredrika Juliana von Auerbach († 1760), dotter till en rikskansler från Quedlingburg. Vidare var han brorson till författaren Hedvig Charlotta Nordenflycht.
Från 1778 studerade han i Freiberg och kom sedan i Polsk-litauiska samväldets tjänst, där han kom att arbeta i Miedziana Góra i Lillpolens vojvodskap.
År 1788 – på begäran av kungen av Spanien – reste han till Río de la Plata, vicekungadömet i Peru och Audiencia de Charcas, tillsammans med 14 tyska gruvexperter, för att hjälpa till att förbättra silverbearbetningssystemet i gruvorna i Potosí, Bolivia.
År 1789 besökte von Nordenflycht "mynten" (spanska: Casa de la Moneda de Bolivia) för vilket han kom att bli överintendent, med uppgift att organisera den tyska tekniska beskickningens arbete.
von Nordenflycht gifte sig år 1796 med María Josefa Cortés y Azua.